# Воја Лековић
Воја Лековић (Радоиња, код Нове Вароши, 15. фебруар 1912 — Београд, 25. јануар 1997) био је учесник Народноослободилачке борбе, друштвено-политички радник СФР Југославије и СР Србије и народни херој Југославије.

## Биографија
Рођен је 15. фебруара 1912. у селу Радоиња, код Нове Вароши. Због оскудице је успео да заврши само три разреда гимназије у Новој Вароши, а затим је отишао у Београд на изучавање пекарског заната.
Након напуштања заната, радио је као трговачки помоћник, келнер, аквизитер и физички радник. Најзад се запослио као приватни намештеник, након чега се укључио у синдикални покрет и убрзо постао секретар Секције трговачких помоћника.
Када је забрањен Савез синдиката приватних намјештеника, он се активирао у Савезу банкарских, осигуравајућих, трговачких и индустријских чиновника (СБОТИЧ), убрзо поставши члан управе овог синдиката. Био је један од оснивача Културно-уметничког друштва „Полет“ које је, под утицајем комуниста, постало место окупљања револуционарне омладине. Због тога се „Полет“ веома брзо омасовио, због чега је полиција забранила његово деловање.
Члан Савеза комунистичке омладине Југославије (СКОЈ) постао је 1936, а 1939. члан Комунистичке партије Југославије (КПЈ). Убрзо је био изабран за првог секретара обновљеног СКОЈ-а за град Београд. У марту 1940. године, био је изабран за члана Покрајинског комитета СКОЈ-а за Србију. На тој функцији остао је све до окупације Југославије.
Полиција је пратила активност Воје Лековића, па су га 1940. године ухапсили и прогнали у родни крај. Успео је да се извуче контроли полиције, те је наставио револуционарни рад, као илегалац у Београду.
По почетку окупације, априла 1941. године, одлуком Партије, пребачен је с омладинског на партијски рад, те је постао члан Градског комитета КПЈ за Београд и секретар Рејонског комитета КПЈ за Карабурму. У оквиру Градског комитета, добио је задатак да координира све акције које се буду водиле против непријатељских снага. Одлуком Централног комитета КПЈ и Главног штаба НОПОЈ, 6. септембра 1941. године, био је послат као делегат Главног штаба у Санџак за организовање устанка.
Доласком у Санџак, постао је политички комесар Главног штаба партизанских одреда и члан Обласног комитета КПЈ за Санџак. Када је 15. јуна 1942. године формирана Трећа санџачка пролетерска бригада, био је постављен за партијског руководиоца бригаде у звању заменика комесара бригаде. На тој дужности је остао кратко, након чега је на окупираној територији деловао као руководилац познате Златарске гериле. Касније је деловао као секретар Обласног комитета КПЈ за Санџак, све до краја рата. Био је већник Антифашистичког већа народног ослобођења Југославије (АВНОЈ) и члан његовог Председништва.
После рата је вршио многе одговорне дужности везане уз обнову земље и изградњу социјализма у Југославији. У име Комунистичке партије Југославије се опростио од Велимира Јакића, на његовој сахрани октобра 1946. године. На Петом конгресу КПЈ, био је изабран за члана Централног комитета КПЈ, а на Првом конгресу Комунистичке партије Србије за члана Политбироа ЦК КПС. Од 1962. до 1964. био је председник СУБНОР-а Србије.
На првим послератним изборима биран је за народног посланика Народне скупштине ФНРЈ и Народне скупштине Народне Републике Србије. Приликом формирања прве Владе НР Србије, добио је функцију министра индустрије, након чега је постао потпредседник Владе, а затим потпредседник Извршног већа НР Србије, потом и потпредседника Народне скупштине НР Србије. Преласком на рад у Савезну народну скупштину 1961. године, изабран је за председника Одбора за саобраћај, а у следећем сазиву за председника Комисије за друштвени надзор. Био је члан Савета федерације. Имао је чин пуковника ЈНА у резерви.
Био је један од иницијатора за стварање друштва „Покрет горана“ и његов председник.
Умро је 25. јануарa 1997. у Београду и сахрањен је у Алеји народних хероја на Новом гробљу у Београду.
Носилац је Партизанске споменице 1941. и других југословенских одликовања, међу којма су — Орден народног ослобођења, Орден заслуга за народ са златном звездом, Орден братства и јединства са златним венцем и Орден за храброст. Орденом народног хероја одликован је 27. новембра 1953. године.